# Расел (Минесота)
Расел (енгл. Russell) град је у америчкој савезној држави Минесота.

## Демографија
По попису из 2010. године број становника је 338, што је 33 (-8,9%) становника мање него 2000. године.
| Група             | 2000.       | 2010.       |
| Белци             | 357 (96,2%) | 331 (97,9%) |
| Афроамериканци    | 1 (0,3%)    | 4 (1,2%)    |
| Азијати           | 0 (0,0%)    | 0 (0,0%)    |
| Хиспаноамериканци | 13 (3,5%)   | 2 (0,6%)    |
| Укупно            | 371         | 338         |